# Strada europea E81
La E81 è una strada europea che collega Mukačevo a Costanza. Come si evince dalla numerazione, si tratta di una strada intermedia con direzione nord-sud.

## Percorso
La E81 è definita con i seguenti capisaldi di itinerario: "Mukačevo - Halmeu - Satu Mare - Zalău - Cluj-Napoca - Turda - Sebeș - Sibiu - Pitești - Bucarest - Lehliu - Fetești - Cernavodă - Costanza".